# Szász Béla (jogász)
Ifjabb szemerjai Szász Béla (Pest, 1868. március 21. – Balatonfüred, 1938. augusztus 7.) jogász, közigazgatási bíró, költő, műfordító. A Kisfaludy Társaság tagja. Szász Károly református püspök, költő, műfordító és Bibó Antónia fia, Szász Károly politikus, irodalomtörténész (1865–1950) öccse.

## Pályája

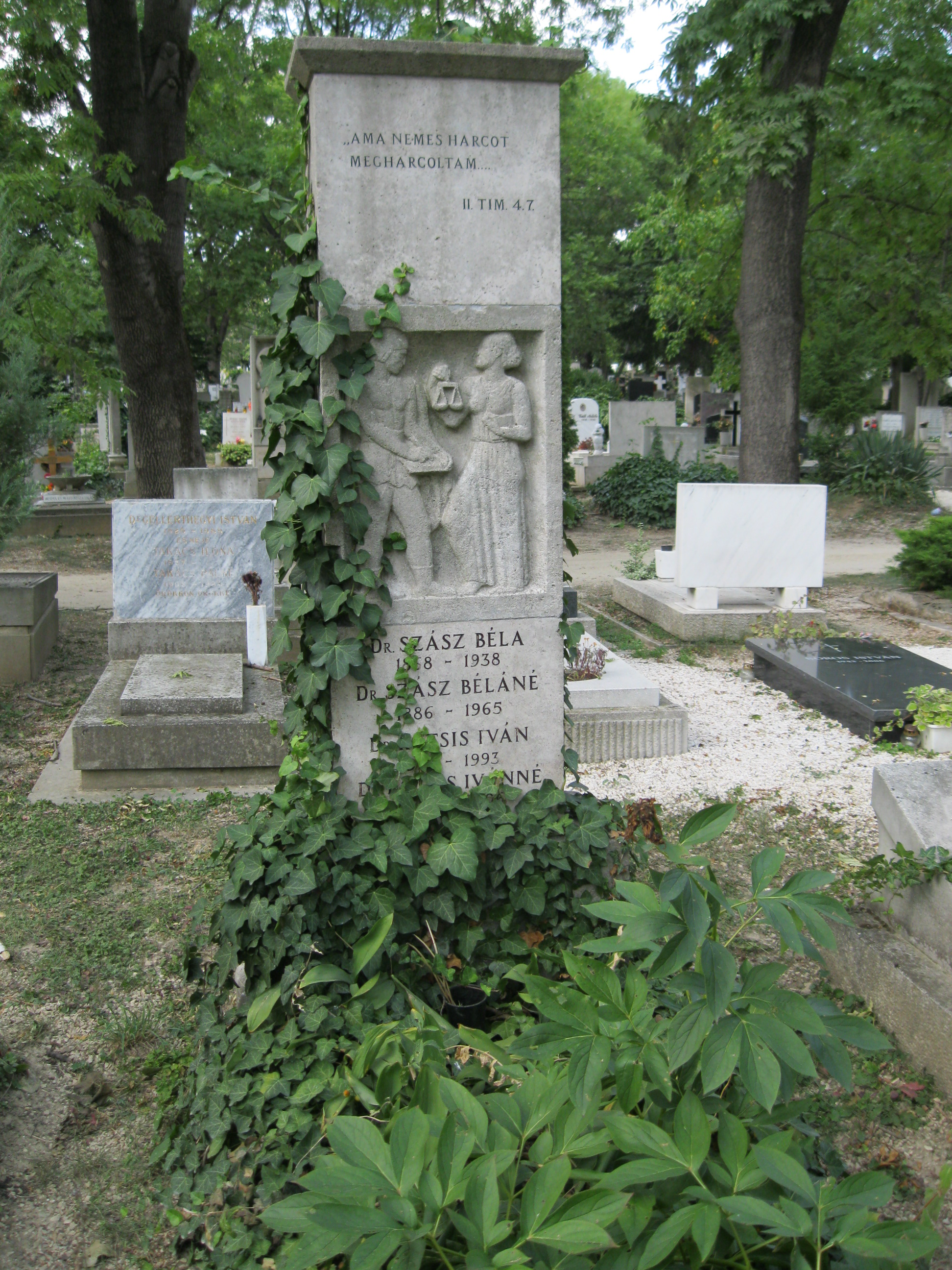
Sírja a Farkasréti temetőben. Beck Ö. Fülöp alkotása.

A középiskolát Budapesten, egyetemi tanulmányait ugyanott és Strasbourgban végezte. Több ízben tett külföldi utazásokat Nyugat-Európában. 1889-ben lépett állami szolgálatba, előbb a pénzügyi szakmában, majd később a bírói pályára lépett. 1899-től törvényszéki bíró volt. 1921-ben tagja lett a Kisfaludy Társaságnak.
Eredeti költeményei több kötetben jelentek meg. Műfordítóként jó stílusérzékkel fordított német, francia és angol költőket; rímes-időmértékes versekben ültette át magyarra Horatius ódáit. Nevéhez fűződik több híres francia szerző drámájának fordítása is. Edda-fordításai halála évében jelentek meg.
Jogtudományi értekezései megjelentek a Jogtudományi Közlönyben (XXX. évf. A büntetőtörvénykönyv módosításáról, cikksorozat), a Büntető-jog Tárában és Az Ujságban. Versei, versfordításai és elbeszélései (különösen: Heinrich Heine, Victor Hugo, Sully Prudhomme, Alexandre Soumet, Delpit - Édouard Delpit vagy Albert Delpit? - verseiből), megjelentek a következő lapokban: Budapesti Szemle, Vasárnapi Ujság, Képes Folyóirat, A Hét, Uránia, Képes Családi Lapok, Világ Krónika, Protestáns Árvaházi Naptár, Képes Családi Naptár, Vasmegyei Lapok, Vasvármegye és Antológia a XIX. század francia lírájából című gyűjteményben (Budapest, 1903). A Farkasréti temetőben helyezték örök nyugalomra.

## Munkái
- Két fájdalom, dráma egy felvonásban. Írta: François Coppée, ford. Budapest, (1892).
- Jean-Marie,dráma egy felvonásban. Írta: André Theuriet, ford. Budapest, (1892).
- Az én jó csillagom, vígjáték egy felvonásban. Írta: Eugène Scribe, ford. Budapest, (1892).
- Ruy Blas, szomorújáték 5 felvonásban. Írta: Victor Hugo, ford. Budapest, (1893).
- A király mulat, szomorújáték 5 felvonásban. Írta: Victor Hugo, ford. Budapest, (1895).
- Gabrielle, színmű 5 felvonásban. Írta: Émile Augier, ford. Budapest, (1896).
- Ezer év, történeti drámai költemény 3 felvonásban. (Apjával, Szász Károllyal együtt). Budapest, (1896).
- Az emberiség jóltevői, négy esszé. (Christoph Wilhelm Hufeland, Johannes Gutenberg, William Wilberforce, Jézus). Budapest, (1908).
- Heine dalaiból, Budapest, (1909).
- Versek, (1909).
- Horatius ódái és epodosai, Budapest, (1913).
- Versek, (1928).
- A verses Edda, Budapest, (1938).